# 2010-es labdarúgó-világbajnokság-selejtező (UEFA – 6. csoport)
A 2010-es labdarúgó-világbajnokság európai 6. selejtezőcsoportjának mérkőzéseit, és a csoport végeredményét tartalmazó lapja. A csoport sorsolását 2007. november 25-én tartották a dél-afrikai Durbanban. A csoportban körmérkőzéses, oda-visszavágós rendszerben játszottak egymással a labdarúgó-válogatottak. A csoportelső automatikus résztvevője lett a 2010-es labdarúgó-világbajnokságnak, a csoport második helyezett csapata csak úgy játszhatott pótselejtezőt, ha a másik nyolc csoportban legalább egy válogatottnál jobb lett a csoport első öt helyezettje elleni összeredménye.
A csoportban Horvátország mellett Anglia, Ukrajna, Fehéroroszország, Kazahsztán és Andorra szerepelt.
A selejtezőcsoport mérkőzéseinek időbeosztását 2008. január 14-én egyeztették a selejtezőcsoportban szereplő csapatok képviselői Zágrábban, Horvátországban.

## Tabella
| Hely. | Csapat           | M  | Gy | D | V  | G+ | G– | Gk  | P  | Továbbjutás                         |     | Anglia | Ukrajna | Horvátország | Fehéroroszország | Kazahsztán | Andorra |
| ----- | ---------------- | -- | -- | - | -- | -- | -- | --- | -- | ----------------------------------- | --- | ------ | ------- | ------------ | ---------------- | ---------- | ------- |
| 1.    | Anglia           | 10 | 9  | 0 | 1  | 34 | 6  | +28 | 27 | Kijutott a 2010-es világbajnokságra |     | —      | 2–1     | 5–1          | 3–0              | 5–1        | 6–0     |
| 2.    | Ukrajna          | 10 | 6  | 3 | 1  | 21 | 6  | +15 | 21 | Továbbjutott a második fordulóba    |     | 1–0    | —       | 0–0          | 1–0              | 2–1        | 5–0     |
| 3.    | Horvátország     | 10 | 6  | 2 | 2  | 19 | 13 | +6  | 20 |                                     |     | 1–4    | 2–2     | —            | 1–0              | 3–0        | 4–0     |
| 4.    | Fehéroroszország | 10 | 4  | 1 | 5  | 19 | 14 | +5  | 13 |                                     | 1–3 | 0–0    | 1–3     | —            | 4–0              | 5–1        |         |
| 5.    | Kazahsztán       | 10 | 2  | 0 | 8  | 11 | 29 | −18 | 6  |                                     | 0–4 | 1–3    | 1–2     | 1–5          | —                | 3–0        |         |
| 6.    | Andorra          | 10 | 0  | 0 | 10 | 3  | 39 | −36 | 0  |                                     | 0–2 | 0–6    | 0–2     | 1–3          | 1–3              | —          |         |

## Mérkőzések
| 2008. augusztus 20. 21:00 (UTC+6) |

| Kazahsztán                     | 3–0               | Andorra |
| ------------------------------ | ----------------- | ------- |
| Osztapenko 14' 30' Uzdenov 44' | (3–0) Jegyzőkönyv |         |

| Központi Stadion, Almati Nézőszám: 7 700 Játékvezető: Banari (moldáv) |

| 2008. szeptember 6. 20:00 (UTC+3) |

| Ukrajna                    | 1–0               | Fehéroroszország |
| -------------------------- | ----------------- | ---------------- |
| Sevcsenko 90+4' (11-esből) | (0–0) Jegyzőkönyv |                  |

| Ukrajna Stadion, Lviv Nézőszám: 24 000 Játékvezető: Rizzoli (olasz) |

| 2008. szeptember 6. 20:00 (UTC+2) |

| Andorra | 0–2               | Anglia          |
| ------- | ----------------- | --------------- |
|         | (0–0) Jegyzőkönyv | J. Cole 48' 55' |

| Estadio Olimpic Lluis Companys, Barcelona (Spanyolország) Nézőszám: 10 300 Játékvezető: Cakir (török) |

| 2008. szeptember 6. 20:15 (UTC+2) |

| Horvátország                       | 3–0               | Kazahsztán |
| ---------------------------------- | ----------------- | ---------- |
| N. Kovač 13' Modrić 36' Petrić 81' | (2–0) Jegyzőkönyv |            |

| Maksimir Stadion, Zágráb Nézőszám: 17 424 Játékvezető: Johannesson (svéd) |

| 2008. szeptember 10. 22:00 (UTC+6) |

| Kazahsztán     | 1–3               | Ukrajna                         |
| -------------- | ----------------- | ------------------------------- |
| Osztapenko 68' | (0–1) Jegyzőkönyv | Nazarenko 45' 80' Sevcsenko 54' |

| Központi Stadion, Almati Nézőszám: 17 000 Játékvezető: Brych (német) |

| 2008. szeptember 10. 19:00 (UTC+2) |

| Andorra              | 1–3               | Fehéroroszország                        |
| -------------------- | ----------------- | --------------------------------------- |
| Pujol 67' (11-esből) | (0–1) Jegyzőkönyv | Verhavcov 37' Radijonav 79' V. Hleb 90' |

| Comunal, Andorra la Vella Nézőszám: 600 Játékvezető: Evans (walesi) |

| 2008. szeptember 10. 21:00 (UTC+2) |

| Horvátország               | 1–4               | Anglia                         |
| -------------------------- | ----------------- | ------------------------------ |
| R. Kovač 52′ Mandžukić 78' | (0–1) Jegyzőkönyv | Walcott 26' 59' 82' Rooney 63' |

| Maksimir Stadion, Zágráb Nézőszám: 35 218 Játékvezető: Micheľ (szlovák) |

| 2008. október 11. 17:15 (UTC+1) |

| Anglia                                                    | 5–1               | Kazahsztán  |
| --------------------------------------------------------- | ----------------- | ----------- |
| Ferdinand 52' Kucsma 64' (öngól) Rooney 76' 86' Defoe 90' | (0–0) Jegyzőkönyv | Kukejev 68' |

| Wembley Stadion, London Nézőszám: 89 107 Játékvezető: Allaerts (belga) |

| 2008. október 11. 20:00 (UTC+3) |

| Ukrajna | 0–0         | Horvátország |
| ------- | ----------- | ------------ |
|         | Jegyzőkönyv |              |

| Metaliszt Stadion, Harkiv Nézőszám: 38 500 Játékvezető: Braamhaar (holland) |

| 2008. október 15. 20:15 (UTC+2) |

| Horvátország                                   | 4–0               | Andorra |
| ---------------------------------------------- | ----------------- | ------- |
| Rakitić 16' 87' (11-esből) Olić 32' Modrić 75' | (2–0) Jegyzőkönyv |         |

| Maksimir Stadion, Zágráb Nézőszám: 14 441 Játékvezető: Vad (magyar) |

| 2008. október 15. 21:30 (UTC+3) |

| Fehéroroszország | 1–3               | Anglia                     |
| ---------------- | ----------------- | -------------------------- |
| Sitko 28'        | (1–1) Jegyzőkönyv | Gerrard 11' Rooney 50' 75' |

| Dinama Stadion, Minszk Nézőszám: 29 600 Játékvezető: Hauge (norvég) |

| 2009. április 1. 20:30 (UTC+6) |

| Kazahsztán  | 1–5               | Fehéroroszország                                        |
| ----------- | ----------------- | ------------------------------------------------------- |
| Abdulin 10' | (1–0) Jegyzőkönyv | Hleb 48' Kalacsov 54' 64' Sztaszevics 57' Radijonav 88' |

| Központi Stadion, Almati Nézőszám: 19 000 Játékvezető: Jech (cseh) |

| 2009. április 1. 20:30 (UTC+2) |

| Andorra | 0–2               | Horvátország            |
| ------- | ----------------- | ----------------------- |
|         | (0–2) Jegyzőkönyv | Klasnić 15' Eduardo 36' |

| Comunal, Andorra la Vella Nézőszám: 1 100 Játékvezető: Trattu (ciprusi) |

| 2009. április 1. 20:00 (UTC+1) |

| Anglia               | 2–1               | Ukrajna       |
| -------------------- | ----------------- | ------------- |
| Crouch 29' Terry 85' | (1–0) Jegyzőkönyv | Sevcsenko 74' |

| Wembley Stadion, London Nézőszám: 87 548 Játékvezető: Larsen (dán) |

| 2009. június 6. 21:00 (UTC+6) |

| Kazahsztán | 0–4               | Anglia                                                   |
| ---------- | ----------------- | -------------------------------------------------------- |
|            | (0–2) Jegyzőkönyv | Barry 40' Heskey 45+1' Rooney 72' Lampard 77' (11-esből) |

| Központi Stadion, Almati Nézőszám: 24 000 Játékvezető: Jakobsson (izlandi) |

| 2009. június 6. 19:00 (UTC+3) |

| Fehéroroszország                                 | 5–1               | Andorra                  |
| ------------------------------------------------ | ----------------- | ------------------------ |
| Bliznyuk 1' 76' Kalacsov 44' Karnyilenka 50' 65' | (2–0) Jegyzőkönyv | I. Lima 90+3' (11-esből) |

| Neman Stadion, Hrodna Nézőszám: 8 500 Játékvezető: Kranjc (szlovén) |

| 2009. június 6. 20:15 (UTC+2) |

| Horvátország         | 2–2               | Ukrajna               |
| -------------------- | ----------------- | --------------------- |
| Petrić 2' Modrić 68' | (1–1) Jegyzőkönyv | Sevcsenko 13' Haj 54' |

| Maksimir Stadion, Zágráb Nézőszám: 32 073 Játékvezető: Hauge (norvég) |

| 2009. június 10. 20:00 (UTC+3) |

| Ukrajna           | 2–1               | Kazahsztán      |
| ----------------- | ----------------- | --------------- |
| Nazarenko 32' 47' | (1–1) Jegyzőkönyv | Nuszerbajev 18' |

| Valerij Lobanovszkij Stadion, Kijev Nézőszám: 11 500 Játékvezető: Paixão (portugál) |

| 2009. június 10. 20:15 (UTC+1) |

| Anglia                                             | 6–0               | Andorra |
| -------------------------------------------------- | ----------------- | ------- |
| Rooney 4' 39' Lampard 29' Defoe 73' 75' Crouch 80' | (3–0) Jegyzőkönyv |         |

| Wembley Stadion, London Nézőszám: 57 897 Játékvezető: Nijhuis (holland) |

| 2009. augusztus 12. 21:15 (UTC+3) |

| Fehéroroszország | 1–3               | Horvátország             |
| ---------------- | ----------------- | ------------------------ |
| Verhavcov 81'    | (0–1) Jegyzőkönyv | Olić 22' 85' Eduardo 69' |

| Dinama Stadion, Minszk Nézőszám: 21 651 Játékvezető: Brych (német) |

| 2009. szeptember 5. 17:00 (UTC+3) |

| Ukrajna                                                                                               | 5–0               | Andorra |
| --- | ----------------- | ------- |
| Jarmolenko 18' Milevszkij 45+2' 90+2' (11-esből) Sevcsenko 72' (11-esből) Szeleznyov 90+4' (11-esből) | (2–0) Jegyzőkönyv |         |

| Valerij Lobanovszkij Stadion, Kijev Nézőszám: 14 870 Játékvezető: Sipailo (lett) |

| 2009. szeptember 5. 20:30 (UTC+2) |

| Horvátország                 | 1–0               | Fehéroroszország |
| ---------------------------- | ----------------- | ---------------- |
| Rakitić 24' Ćorluka 28′, 78′ | (1–0) Jegyzőkönyv |                  |

| Maksimir Stadion, Zágráb Nézőszám: 25 628 Játékvezető: Plautz (osztrák) |

| 2009. szeptember 9. 20:00 (UTC+3) |

| Fehéroroszország | 0–0         | Ukrajna |
| ---------------- | ----------- | ------- |
|                  | Jegyzőkönyv |         |

| Dinama Stadion, Minszk Nézőszám: 21 727 Játékvezető: Kassai (magyar) |

| 2009. szeptember 9. 20:00 (UTC+2) |

| Andorra     | 1–3               | Kazahsztán                       |
| ----------- | ----------------- | -------------------------------- |
| Sonejee 70' | (0–3) Jegyzőkönyv | Kiznyicsenko 14' 35' Baltiev 29' |

| Comunal, Andorra la Vella Nézőszám: 510 Játékvezető: Toussaint (luxemburgi) |

| 2009. szeptember 9. 20:00 (UTC+1) |

| Anglia                                               | 5–1               | Horvátország |
| ---------------------------------------------------- | ----------------- | ------------ |
| Lampard 7' (11-esből) 59' Gerrard 18' 67' Rooney 77' | (2–0) Jegyzőkönyv | Eduardo 71'  |

| Wembley Stadion, London Nézőszám: 87 319 Játékvezető: Undiano Mallenco (spanyol) |

| 2009. október 10. 18:00 (UTC+3) |

| Fehéroroszország                           | 4–0               | Kazahsztán |
| ------------------------------------------ | ----------------- | ---------- |
| Bardacsov 23' Kalacsev 69' 90+3' Kovel 86' | (1–0) Jegyzőkönyv |            |

| Regional Sport Központ Brestszkij, Brest Nézőszám: 10 000 Játékvezető: Ennjimi (francia) |

| 2009. október 10. 19:15 (UTC+3) |

| Ukrajna       | 1–0               | Anglia    |
| ------------- | ----------------- | --------- |
| Nazarenko 29' | (1–0) Jegyzőkönyv | Green 12′ |

| Dnyipro Stadion, Dnyipropetrovszk Nézőszám: 31 000 Játékvezető: Skomina (szlovén) |

| 2009. október 14. 17:30 (UTC+2) |

| Andorra | 0–6               | Ukrajna                                                                               |
| ------- | ----------------- | ------------------------------------------------------------------------------------- |
|         | (0–1) Jegyzőkönyv | Sevcsenko 22' Huszjev 61' Lima 70' (öngól) Rakickij 80' Szeleznyov 81' Jarmolenko 83' |

| Comunal, Andorra la Vella Nézőszám: 820 Játékvezető: Thomson (skót) |

| 2009. október 14. 21:30 (UTC+6) |

| Kazahsztán       | 1–2               | Horvátország                 |
| ---------------- | ----------------- | ---------------------------- |
| Kiznyicsenko 26' | (1–1) Jegyzőkönyv | Vukojević 10' Kranjčar 90+3' |

| Astana Arena, Astana Nézőszám: 10 250 Játékvezető: Circhetta (svájci) |

| 2009. október 14. 20:00 (UTC+1) |

| Anglia                            | 3–0               | Fehéroroszország |
| --------------------------------- | ----------------- | ---------------- |
| Crouch 4' 75' Wright-Phillips 59' | (1–0) Jegyzőkönyv |                  |

| Wembley Stadion, London Nézőszám: 76 897 Játékvezető: Batista (portugál) |

## Góllövőlista
Alapvető sorrend: gólok száma (csökkenő); játszott percek (növekvő); országnév; játékosnév.
| Helyezés | Játékos                       | Nemzet           | Gólok | Játszott percek | Percek / gól |
| -------- | ----------------------------- | ---------------- | ----- | --------------- | ------------ |
| 1.       | Wayne Rooney                  | Anglia           | 9     | 760'            | 84' 26"      |
| 2.       | Andrij Mikolajovics Sevcsenko | Ukrajna          | 6     | 585'            | 97' 30"      |
| 3.       | Szerhij Nazarenko             | Ukrajna          | 5     | 625'            | 125'         |
| 4.       | Tyimofej Kalacsov             | Fehéroroszország | 5     | 630'            | 126'         |
| 5.       | Peter Crouch                  | Anglia           | 4     | 279'            | 69' 45"      |
| 6.       | Frank Lampard                 | Anglia           | 4     | 890'            | 222' 30"     |
| 7.       | Jermain Defoe                 | Anglia           | 3     | 135'            | 45'          |
| 8.       | Eduardo Alves da Silva        | Horvátország     | 3     | 332'            | 110' 40"     |
| 9.       | Szergej Kiznyicsenko          | Kazahsztán       | 3     | 359'            | 119' 40"     |
| 10.      | Szergej Osztapenko            | Kazahsztán       | 3     | 457'            | 152' 20"     |
| 11.      | Theo Walcott                  | Anglia           | 3     | 458'            | 152' 39"     |
| 12.      | Steven Gerrard                | Anglia           | 3     | 533'            | 177' 39"     |
| 13.      | Luka Modrić                   | Horvátország     | 3     | 535'            | 178' 20"     |
| 14.      | Ivica Olić                    | Horvátország     | 3     | 588'            | 196'         |
| 15.      | Ivan Rakitić                  | Horvátország     | 3     | 733'            | 244' 20"     |
| 16.      | Joe Cole                      | Anglia           | 2     | 99'             | 49' 30"      |
| 17.      | Gennadi Bliznyuk              | Fehéroroszország | 2     | 99'             | 49' 30"      |
| 18.      | Vital Radijonav               | Fehéroroszország | 2     | 222'            | 111'         |
| 19.      | Jevhen Szeleznyov             | Ukrajna          | 2     | 245'            | 122' 30"     |
| 20.      | Andrij Jarmolenko             | Ukrajna          | 2     | 293'            | 146' 30"     |
| 21.      | Mladen Petrić                 | Horvátország     | 2     | 323'            | 161' 30"     |
| 22.      | Szjarhej Karnyilenka          | Fehéroroszország | 2     | 467'            | 233' 30"     |
| 23.      | Artem Milevszkij              | Ukrajna          | 2     | 690'            | 345'         |
| 24.      | Dzmitrij Verhavcov            | Fehéroroszország | 2     | 720'            | 360'         |
| 25.      | Roman Uzdenov                 | Kazahsztán       | 1     | 71'             | 71'          |
| 26.      | Pavel Sitko                   | Fehéroroszország | 1     | 93'             | 93'          |
| 27.      | Vjacsaszlav Hleb              | Fehéroroszország | 1     | 112'            | 112'         |
| 28.      | Leonyid Kovel                 | Fehéroroszország | 1     | 128'            | 128'         |
| 29.      | Jaroszlav Rakickij            | Ukrajna          | 1     | 180'            | 180'         |
| 30.      | Shaun Wright-Phillips         | Anglia           | 1     | 211'            | 211'         |
| 31.      | Oleh Huszjev                  | Ukrajna          | 1     | 223'            | 223'         |
| 32.      | Niko Kovač                    | Horvátország     | 1     | 242'            | 242'         |
| 33.      | Mario Mandžukić               | Horvátország     | 1     | 277'            | 277'         |
| 34.      | Ihar Sztaszevics              | Fehéroroszország | 1     | 295'            | 295'         |
| 35.      | Makszim Bordacsev             | Fehéroroszország | 1     | 311'            | 311'         |
| 36.      | Ivan Klasnić                  | Horvátország     | 1     | 324'            | 324'         |
| 37.      | Olekszij Haj                  | Ukrajna          | 1     | 395'            | 395'         |
| 38.      | Niko Kranjčar                 | Horvátország     | 1     | 426'            | 426'         |
| 39.      | Tanat Nuszerbajev             | Kazahsztán       | 1     | 437'            | 437'         |
| 40.      | Emile Heskey                  | Anglia           | 1     | 505'            | 505'         |
| 41.      | Rio Ferdinand                 | Anglia           | 1     | 538'            | 538'         |
| 42.      | Aljakszandar Hleb             | Fehéroroszország | 1     | 540'            | 540'         |
| 43.      | Renat Abdulin                 | Kazahsztán       | 1     | 540'            | 540'         |
| 44.      | Zsambil Kukejev               | Kazahsztán       | 1     | 573'            | 573'         |
| 45.      | Ognjen Vukojević              | Horvátország     | 1     | 578'            | 578'         |
| 46.      | Ruszlan Baltyijev             | Kazahsztán       | 1     | 590'            | 590'         |
| 47.      | Marc Pujol                    | Andorra          | 1     | 614'            | 614'         |
| 48.      | Oscar Sonejee                 | Andorra          | 1     | 630'            | 630'         |
| 49.      | Gareth Barry                  | Anglia           | 1     | 676'            | 676'         |
| 50.      | John Terry                    | Anglia           | 1     | 719'            | 719'         |
| 51.      | Ildefons Lima                 | Andorra          | 1     | 720'            | 720'         |

Öngólok
| Játékos           | Nemzet     | Gólok | Ellenfél |
| ----------------- | ---------- | ----- | -------- |
| Alekszandr Kucsma | Kazahsztán | 1     | Anglia   |
| Ildefons Lima     | Andorra    | 1     | Ukrajna  |

## Lapok
Alapvető sorrend: kiállítások száma (csökkenő); második sárga lap miatti kiállítások száma (csökkenő); sárga lapok száma (csökkenő); országnév; játékosnév.
| Játékos                       | Nemzet           | kiállítva | sárga lap · 2. sárga lap · kiállítva | Sárga lap | Összesen |
| ----------------------------- | ---------------- | --------- | ------------------------------------ | --------- | -------- |
| Robert Kovač                  | Horvátország     | 1         |                                      | 1         | 2        |
| Robert Green                  | Anglia           | 1         |                                      |           | 1        |
| Vedran Ćorluka                | Horvátország     |           | 1                                    |           | 1        |
| Ildefons Lima                 | Andorra          |           |                                      | 5         | 5        |
| Darijo Srna                   | Horvátország     |           |                                      | 4         | 4        |
| Josep Ayala                   | Andorra          |           |                                      | 3         | 3        |
| Antoni Lima                   | Andorra          |           |                                      | 3         | 3        |
| Marc Pujol                    | Andorra          |           |                                      | 3         | 3        |
| Josip Šimunić                 | Horvátország     |           |                                      | 3         | 3        |
| Tanat Nuszerbajev             | Kazahsztán       |           |                                      | 3         | 3        |
| Jesús Álvarez                 | Andorra          |           |                                      | 2         | 2        |
| Xavier Andorrá                | Andorra          |           |                                      | 2         | 2        |
| Manolo Jiménez                | Andorra          |           |                                      | 2         | 2        |
| Óscar Sonejee                 | Andorra          |           |                                      | 2         | 2        |
| Marcio Vieira                 | Andorra          |           |                                      | 2         | 2        |
| Gareth Barry                  | Anglia           |           |                                      | 2         | 2        |
| Szjarhej Karnyilenka          | Fehéroroszország |           |                                      | 2         | 2        |
| Aljakszandr Kulcsi            | Fehéroroszország |           |                                      | 2         | 2        |
| Vitali Kutuzav                | Fehéroroszország |           |                                      | 2         | 2        |
| Dzmitrij Verhavcov            | Fehéroroszország |           |                                      | 2         | 2        |
| Ruszlan Baltyiev              | Kazahsztán       |           |                                      | 2         | 2        |
| Farhadbek Iriszmetov          | Kazahsztán       |           |                                      | 2         | 2        |
| Andrej Karpovics              | Kazahsztán       |           |                                      | 2         | 2        |
| Vitalij Mandzjuk              | Ukrajna          |           |                                      | 2         | 2        |
| Szerhij Nazarenko             | Ukrajna          |           |                                      | 2         | 2        |
| Anatolij Timoscsuk            | Ukrajna          |           |                                      | 2         | 2        |
| Marc Bernaus                  | Andorra          |           |                                      | 1         | 1        |
| Jordi Escura                  | Andorra          |           |                                      | 1         | 1        |
| Josep Gómes                   | Andorra          |           |                                      | 1         | 1        |
| Sergi Moreno                  | Andorra          |           |                                      | 1         | 1        |
| Victor Rodriguez              | Andorra          |           |                                      | 1         | 1        |
| Juli Sanchez                  | Andorra          |           |                                      | 1         | 1        |
| Fernando Silva                | Andorra          |           |                                      | 1         | 1        |
| Marc Vales                    | Andorra          |           |                                      | 1         | 1        |
| David Beckham                 | Anglia           |           |                                      | 1         | 1        |
| Emile Heskey                  | Anglia           |           |                                      | 1         | 1        |
| David James                   | Anglia           |           |                                      | 1         | 1        |
| Glen Johnson                  | Anglia           |           |                                      | 1         | 1        |
| John Terry                    | Anglia           |           |                                      | 1         | 1        |
| Makszim Bordacsev             | Fehéroroszország |           |                                      | 1         | 1        |
| Aljakszandar Hleb             | Fehéroroszország |           |                                      | 1         | 1        |
| Vjacsaszlav Hleb              | Fehéroroszország |           |                                      | 1         | 1        |
| Tyimofej Kalacsov             | Fehéroroszország |           |                                      | 1         | 1        |
| Vladzimir Karicka             | Fehéroroszország |           |                                      | 1         | 1        |
| Leonyid Kovel                 | Fehéroroszország |           |                                      | 1         | 1        |
| Szergej Omeljancsuk           | Fehéroroszország |           |                                      | 1         | 1        |
| Anton Pucila                  | Fehéroroszország |           |                                      | 1         | 1        |
| Igor Szitov                   | Fehéroroszország |           |                                      | 1         | 1        |
| Szergej Szosznovszki          | Fehéroroszország |           |                                      | 1         | 1        |
| Eduardo Alves da Silva        | Horvátország     |           |                                      | 1         | 1        |
| Niko Kovač                    | Horvátország     |           |                                      | 1         | 1        |
| Niko Kranjčar                 | Horvátország     |           |                                      | 1         | 1        |
| Ivica Križanac                | Horvátország     |           |                                      | 1         | 1        |
| Jerko Leko                    | Horvátország     |           |                                      | 1         | 1        |
| Mario Mandžukić               | Horvátország     |           |                                      | 1         | 1        |
| Ognjen Vukojević              | Horvátország     |           |                                      | 1         | 1        |
| Renat Abdulin                 | Kazahsztán       |           |                                      | 1         | 1        |
| Jegor Azovszkij               | Kazahsztán       |           |                                      | 1         | 1        |
| Anton Csicsulin               | Kazahsztán       |           |                                      | 1         | 1        |
| Szergej Kiznyicsenko          | Kazahsztán       |           |                                      | 1         | 1        |
| Alekszandr Kucsma             | Kazahsztán       |           |                                      | 1         | 1        |
| Zsambil Kukejev               | Kazahsztán       |           |                                      | 1         | 1        |
| Azat Nurgalijev               | Kazahsztán       |           |                                      | 1         | 1        |
| Andrej Travin                 | Kazahsztán       |           |                                      | 1         | 1        |
| Jevhen Hacseridi              | Ukrajna          |           |                                      | 1         | 1        |
| Hrihorij Jarmas               | Ukrajna          |           |                                      | 1         | 1        |
| Vaszil Kobin                  | Ukrajna          |           |                                      | 1         | 1        |
| Szerhij Kravcsenko            | Ukrajna          |           |                                      | 1         | 1        |
| Olekszandr Kucser             | Ukrajna          |           |                                      | 1         | 1        |
| Tarasz Mihalik                | Ukrajna          |           |                                      | 1         | 1        |
| Artem Milevszkij              | Ukrajna          |           |                                      | 1         | 1        |
| Andrij Pjatov                 | Ukrajna          |           |                                      | 1         | 1        |
| Ruszlan Rotany                | Ukrajna          |           |                                      | 1         | 1        |
| Andrij Mikolajovics Sevcsenko | Ukrajna          |           |                                      | 1         | 1        |
| Jevhen Szeleznyov             | Ukrajna          |           |                                      | 1         | 1        |
| Andrij Voronyin               | Ukrajna          |           |                                      | 1         | 1        |
| Összesen                      | Összesen         | 2         | 1                                    | 107       | 110      |

## Nézőszámok
Az alábbi táblázat tartalmazza a csapatok otthoni mérkőzéseinek nézőszámait
Alapvető sorrend: átlagos nézőszám (csökkenő); országnév
| Csapat           | M | Összesen | Legalacsonyabb | Legmagasabb | Átlag  |
| ---------------- | - | -------- | -------------- | ----------- | ------ |
| Anglia           | 5 | 398 768  | 57 897         | 89 107      | 79 754 |
| Horvátország     | 5 | 124 784  | 14 441         | 35 218      | 24 957 |
| Ukrajna          | 5 | 119 870  | 11 500         | 38 500      | 23 974 |
| Fehéroroszország | 5 | 91 478   | 8 500          | 29 600      | 18 296 |
| Kazahsztán       | 5 | 77 950   | 7 700          | 24 000      | 15 590 |
| Andorra          | 5 | 13 330   | 510            | 10 300      | 2 666  |